# Fritz Poitsch
Temple de la renommée allemand :
Fritz Poitsch (né le 15 octobre 1926 à Füssen, mort le 23 janvier 1999 à Bad Aibling) est un joueur professionnel et entraîneur allemand de hockey sur glace.

## Carrière
En tant que joueur
Fritz Poitsch joue de 1948 à 1950 au EV Füssen et est champion d'Allemagne en 1949, la saison 1950-1951 au Krefelder EV, de 1952 à 1958 au SC Riessersee puis est entraîneur et joueur du TEV Miesbach de 1958 à 1961 et au EV Rosenheim de 1961 à 1964.
Poitsch a 36 sélections dans l'équipe nationale, il participe aux Jeux olympiques de 1952 et au championnat du monde 1953.
En tant qu'entraîneur
Fritz Poitsch entraîne l'EV Rosenheim et le DEC Inzell la saison 1971-1972.

## Source de traduction
- (de) Cet article est partiellement ou en totalité issu de l’article de Wikipédia en allemand intitulé « Fritz Poitsch » (voir la liste des auteurs).